# Alessandra Costanzo
Alessandra Costanzo (Catania, 3 ottobre 1959) è un'attrice italiana.

## Biografia
Nipote del politico Fortunato Calcagno e cugina di Maurizio Costanzo, dal 1975 al 1977 segue il corso di recitazione presso la Scuola d'arte drammatica Umberto Spadaro del Teatro Stabile di Catania ottenendo il relativo diploma. Nel 1978 consegue il diploma di Maturità linguistica. Diventa poi un'attrice di teatro, cinema e televisione.

## Filmografia

### Cinema
- Cavalleria Rusticana, regia di Franco Zeffirelli (1982)
- Da grande, regia di Franco Amurri (1987)
- Ragazzi fuori, regia di Marco Risi (1990)
- Le buttane, regia di Aurelio Grimaldi (1994)
- Il macellaio, regia di Aurelio Grimaldi (1998)
- Tu ridi, regia dei Fratelli Taviani (1998)
- Dolce far niente, regia di Nae Caranfil (1998)
- E adesso sesso, regia di Carlo Vanzina (2000)
- Il grande botto, regia di Leone Pompucci (2000)
- Christmas in love, regia di Neri Parenti (2004)
- Gente di Roma, regia di Ettore Scola (2004)
- Per non dimenticarti, regia di Maria Antonia Avati (2006)
- Notte prima degli esami, regia di Fausto Brizzi (2006)
- Notte prima degli esami oggi, regia di Fausto Brizzi (2007)
- Il sud è niente, regia di Fabio Mollo (2013)
- Benur - Un gladiatore in affitto, regia di Massimo Andrei (2013)
- Un fantastico via vai, regia di Leonardo Pieraccioni (2013)
- Gli ultimi saranno ultimi, regia di Massimiliano Bruno (2015)
- Regina, regia di Alessandro Grande (2020)
- Cento cuori, regia di Paolo Damosso (2023)

### Televisione
- Non lasciamoci più, regia di Vittorio Sindoni - serie TV (1999)
- Un medico in famiglia, regia di Riccardo Donna - serie TV (1999)
- Linda, il brigadiere e..., regia di Alberto Simone - serie TV (2000)
- 48 ore, regia di Eros Puglielli - serie TV (2006)
- Distretto di Polizia 6, regia di Antonello Grimaldi - serie TV, episodio 6x13 (2006)
- Raccontami, regia di Riccardo Donna e Tiziana Aristarco - serie TV (2006-2008)
- R.I.S. 3 - Delitti imperfetti, regia di Pier Belloni – serie TV,  episodio 3x08 (2007)
- Eravamo solo mille - miniserie TV, regia di Stefano Reali (2007)
- L'Isola del Gusto - programma televisivo (2009 e 2011)
- Viso d'angelo, regia di Eros Puglielli - miniserie TV (2011)
- Il giovane Montalbano, regia di Gianluca Tavarelli - serie TV (2012)[1]
- Squadra antimafia 5 - serie TV, 4 episodi (2013)
- Barabba, regia di Roger Young - miniserie TV (2013)
- I Cesaroni - serie TV, episodio 6x02 (2014)
- Io sono Libero, regia di Francesco Miccichè - docufilm (2016)
- Sacrificio d'amore - Serie TV (2017-2018)
- Màkari, regia di Michele Soavi - serie TV, episodi 2x01 e 2x03 (2022)

## Doppiaggio
- Octavia Spencer nel film Padri e figlie di Gabriele Muccino (2015)